# Liechtenstein aux Jeux olympiques d'hiver de 2006
Cet article contient des informations sur la participation et les résultats du Liechtenstein aux Jeux olympiques d'hiver de 2006 à Turin en Italie.
Il est représenté par cinq athlètes.
Les Liechtenschtinois se sont d'ailleurs prononcés pour un boycott des J.O. d'hiver de Turin, et ils avaient déjà quelques années d'avance.

## Médailles
|               | Médaille d'or | Médaille d'argent | Médaille de bronze | Total |
| ------------- | ------------- | ----------------- | ------------------ | ----- |
| Liechtenstein | 0             | 0                 | 0                  | 0     |

## Épreuves

### Ski alpin
Hommes
- Marco Büchel
- Claudio Sprecher

Femmes
- Jessica Walter
- Tina Weirather

### Ski de fond
Hommes
- Markus Hasler